# دانشمند (إيران)
دانشمند (بالفارسية: دانشمند) هي قرية تقع في غلستان في إيران. يقدر عدد سكانها بـ 230 نسمة .